# Себастьяно Рівольта
Себастьяно Рівольта (італ. Sebastiano Rivolta; 20 жовтня 1832, Касальбагліано, П'ємонт, Італія — 14 серпня 1893, Турин) — італійський ветеринар, паразитолог і бактеріолог.

## Біографія

### Навчання
Народився у не дуже заможній фермерській родині Рівольта. Батьком його був Пьєтро Філіппо, мати Джузеппа Траверса. Його назвали іменем діда. Навчався спочатку вдома, а пізніше в класичній середній школі в Алессандрії. Хотів продовжити навчання на факультеті мистецтв та філософії в Турині, але батько, порадив йому, враховуючи невелику кількість своїх статків, рухатися до більш прибуткової професії, а саме заохотив вступити до Королівської школи ветеринарної медицини в Турині в 1852 році. Виграв стипендію, закінчив цю Королівську школу з відзнакою через чотири роки.

### Робота в Турині
Професор Ерколані запропонував йому в 1862 році посаду асистента в цій же школі. Вже у 1863 році він керував викладанням загальної патології, патологічної анатомії, в якій незабаром замінив свого вчителя Ерколані, призначеного в Болонський університет.
Він одразу продемонстрував інтенсивну дослідницьку діяльність в паразитології, бактеріології, патологічній та клінічній анатомії, що призвело до відкриття збудників, відповідальних за певні ветеринарні та людські хвороби. Серед них можна відзначити Discomyces bovis (1868), причину діскомікозу великої рогатої худоби; Cryptococcus farciminosus (1873), гістоплазму — причину конячого фарсіно; Avitellina centripunctata (1874), паразитична цестода овець; Discomyces equestris (1884), причину ботріомікозу коней; Opisthorchis felineus (1884), трематода, що спричинює опісторхоз, Fasciola hepatica, трематода, що спричинює фасціольоз.
Своїми дослідженнями він сприяв більш глибокому розумінню ролі багатьох збудників: Demodex folliculorum, причина червоного язика собаки; Moniezia expansa, причина теніозу овець; ехінокок, причина кістозного ехінококозу; Bacillus anthracis, причина антраксу у великої рогатої худоби. Він вперше спостерігав характерні клітинні включення пташиної дифтеро-віспи, закладаючи основи для вивчення цього захворювання, спричиненого вірусами, в той час, коли вірусології як науки ще не було. Він також відкрив деякі клітини, що знаходяться в сітківці коня, які було надалі названо «клітинами Рівольти». Під час своєї тривалої ветеринарної практики Рівольта вивчав кілька бактеріальних та вірусних захворювань домашніх тварин, і, насамперед, пташиний туберкульоз і псевдотуберкульоз. У двох статях, опублікованих у 1875 та 1886 роках, він виклав свої спостереження сказу. У першій він дав результати обстеження мозку тварин, які померли від сказу, в якій відзначив наявність гіперемії, особливо помітній у нижній частині цього органу (нюховий мозок, Сільвіїв водопровід, ділянки біля зорового перехресту, соскоподібна частка, мозкові ніжки, Вароліїв міст, цибулина). Він також спостерігав периваскулярну інфільтрацію в м'яку мозкову оболону і сіру речовину мозку, відзначаючи, що це не має діагностичної цінності, тому що вона спостерігалася також у собак, померлих від різних інших захворювань. Друга стаття Рівольти набагато цікавіша, бо вона це спроба виділити збудника, який спричинив сказ. Це частина цілої низки робіт, здійснених у цьому напрямку з останньої третини XIX століття, де багато науковців, зокрема Луї Пастер, намагались знайти мікроорганізми в заражених тканинах. Рівольта навіть виділив якісь бактерії з матеріалу зроблених ним зрізів, назвав їх Coccobacterium lyssae, але вони не мали ніякого відношення до причини сказу, що було показано в 1903 році Ремлінже, який встановив вірусну природу хвороби. Ймовірно, ці бактерії Рівольти були випадково занесені до матеріалів дослідження ззовні. 
У 1873 році Рівольта опублікував роботу «Dei parassiti vegetali come introduzione allo studio delle malattie parassitarie e delle alterazioni dell' alimento degli animali domestici» («Рослинні паразити як вступ до вивчення паразитарних захворювань та змін у живленні домашніх тварин») на 592 сторінках, яка вважається одним з головних трактатів з паразитології у XIX столітті.
У 1885 році Рівольта виділив з організму собаки гриба, що виявляється у саркомах, локалізованих у різних органах.

### У Пізанському університеті
Набутий досвід дозволив йому викладати шість різних навчальних дисциплін у Туринському університеті, перш ніж він переїхав до Пізанського університету, щоб обійняти посаду завідувача кафедри ветеринарної медицини. Він став дійсним професором загальної патології та ветеринарної патологічної анатомії, викладав у тосканському місті 22 роки, аж до смерті через ускладнення тяжкої хронічної хвороби серця, яка супроводжувала його з юності. Цьому сприяло також його багаторічне куріння.
Залишив по собі понад 200 наукових публікацій. Його остання робота (1892) була присвячена сепсису худоби та мікробному ендокардиту у різних домашніх тварин.
Запам'ятався високим, худим, в окулярах і з чорною бородою, завжди був одягнений у чорне. Був тихим і лагідним чоловіком незважаючи на своє ім'я (італ. Rivolta — повстанець), скромним, самовідданим і працьовитим. Його основний інтерес до біологічних та медико-ветеринарних наук не заважав йому захоплюватися історією та літературою. Данте був його улюбленим автором, і примірник Божественної комедії завжди був у межах досяжності.
В Алессандрії на честь нього названо вулицю.

## Основні наукові праці
- Dei Parassiti Vegetali, come Introduzione allo Studio delle Malattie Parassitarie e delle Alterazioni dell'Alimento degli Animali Domestici, Tip. Giulio Speirani & Figli, Torino, 1873.
- L'ornitojatria o la medicina degli uccelli domestici e semidomestici, Pisa: Uebelhart, 1880. (разом з П'єтро Дельпрато).